# Volitve poslancev iz Slovenije v Evropski parlament 2009
Volitve poslancev iz Slovenije v Evropski parlament 2009 so potekale 7. junija 2009.

## Zgodovina
6. marca 2009 je predsednik Slovenije, dr. Danilo Türk, razpisal volitve za Evropski parlament. Zbiranje kandidatur se bo pričelo 16. marca in končalo 8. maja.

## Zakonodaja
Volitve potekajo po proporcionalnem sistemu , pri čemer volivec glasuje za listo kandidatov, hkrati pa lahko odda tudi preferenčni glas za posameznega kandidata. Za porazdelitev sedežev pa se uporabi d'Hondtov sistem. Slovenija ima v skladu s Pogodbo iz Nice v Evropskem parlamentu sedem poslanskih sedežev.

## Kandidature
Napovedane
- Nova Slovenija: 23. februarja je predstavila svojo kandidatno listo: Lojze Peterle, Ljudmila Novak, Mojca Kucler Dolinar, Anton Kokalj, Alenka Šverc, Klemen Žumer in Ksenija Kraševec[2].
- DeSUS: Izvršni odbor stranke je konec februarja sklenil, da bo nosilec liste Karl Erjavec, ki je to tudi sprejel[3]
- Slovenska ljudska stranka: poslanec Radovan Žerjav je marca zavrnil, da bi postal nosilec strankine liste[4]..
- Krščansko demokratska stranka: 7. marca je napovedala kandidaturo[5]
- LDS: 27. marca je predstavila kandidatno listo: Jelko Kacin (nosilec liste), Mirjam Muženič, Slavko Ziherl, Sonja Kralj Bervar, Borut Cink, Darja Mohorič in Aleš Gulič[6]

Potrjene

## Volilna udeležba
Volilna udeležba v Sloveniji je bila 28,25%. Na evropski ravni je bila volilna udeležba občutno višja, tj. 43,23%.
| Stranka | Stranka | Stranka                                    | Rezultati      | Rezultati  | Rezultati | Rezultati   | Rezultati |
| Stranka | Stranka | Stranka                                    | Nosilec liste  | Št. glasov | %         | Št. sedežev | +/-       |
| ------- | ------- | ------------------------------------------ | -------------- | ---------- | --------- | ----------- | --------- |
|         | SDS     | Slovenska demokratska stranka              | Milan Zver     | 123.563    | 26,66     | 3 / 8       | 1         |
|         | SD      | Socialni demokrati                         | Zoran Thaler   | 85.407     | 18,43     | 2 / 8       | 1         |
|         | NSi     | Nova Slovenija                             | Lojze Peterle  | 76.866     | 16,58     | 1 / 8       | 1         |
|         | LDS     | Liberalna demokracija Slovenije            | Jelko Kacin    | 53.212     | 11,48     | 1 / 8       | 1         |
|         | Zares   | Zares                                      | Ivo Vajgl      | 45.238     | 9,76      | 1 / 8       | na novo   |
|         |         |                                            |                |            |           |             |           |
|         | DeSUS   | Demokratična stranka upokojencev Slovenije | Karl Erjavec   | 33.292     | 7,18      | 0 / 8       | 2         |
|         | SLS     | Slovenska ljudska stranka                  | Ivan Žagar     | 16.601     | 3,58      | 0 / 8       | 0         |
|         | SNS     | Slovenska nacionalna stranka               | Sergej Čas     | 13.227     | 2,85      | 0 / 8       | 0         |
|         | SMS     | Stranka mladih - Zeleni Evrope             | Darko Krajnc   | 9.093      | 1,96      | 0 / 8       | 0         |
|         | ZZ      | Združeni Zeleni                            | Vlado Čuš      | 3.382      | 0,73      | 0 / 8       | 0         |
|         | NLZPB   | Neodvisna lista za pravice bolnikov        | Marko Šidjanin | 2.064      | 0,45      | 0 / 8       | na novo   |
|         | KSS     | Krščanski socialisti Slovenije             | Maruša Benkič  | 1.527      | 0,33      | 0 / 8       | na novo   |

Rezultati